# Michael Schoeffling
Michael Schoeffling est un acteur américain, né en 1960 à Wilkes-Barre (Pennsylvanie).

## Biographie
Michael Schoeffling a grandi dans le sud de Jersey City.  Il est diplômé de l'école secondaire Cherokee dans le New Jersey, mais aussi diplômé en arts libéraux de l'Université Temple à Philadelphie. Au milieu des années 1980, il a été modèle pour GQ, ce qui lui a permis de financer ses cours de théâtre à l'Institut Strasberg Theatre Lee dans Manhattan.
Lutteur accompli, il a remporté plusieurs médailles dans divers tournois nationaux et internationaux, dont une médaille d'or pour les États-Unis en lutte libre en tant que membre de l'équipe nationale de lutte junior aux Championnats d'Europe à Munich en 1978.
Il a quitté les plateaux de tournages en 1991. Depuis, il a notamment produit des meubles fabriqués à la main dans son atelier de menuiserie. Il vit aujourd'hui avec sa femme Valerie L. Robinson et leurs deux enfants.

## Filmographie
- 1984 : Les Moissons du printemps (Racing with the Moon) : Amputee soldier
- 1984 : Seize Bougies pour Sam (Sixteen Candles) de John Hughes : Jake Ryan
- 1985 : Vision Quest : Kuch
- 1985 : Sylvester (en) : Matt
- 1986 : Belizaire the Cajun : Hypolite Leger
- 1986 : Six hommes pour sauver Harry de Stuart Rosenberg (Alan Smithee) : Corey Burck
- 1989 : Esclaves de New York (Slaves of New York) : Jan
- 1990 : Un compagnon de longue date (Longtime Companion) : Michael
- 1990 : Les Deux Sirènes (Mermaids) : Joe Porretti
- 1991 : À cœur vaillant rien d'impossible (Wild Hearts Can't Be Broken) de Steve Miner : Al Carver